# 극좌표계

여러 각이 표시된 극좌표

극좌표계(極座標系, 영어: polar coordinate system)는 평면 위의 위치를 각도와 거리를 써서 나타내는 2차원 좌표계이다. 극좌표계는 두 점 사이의 관계가 각이나 거리로 쉽게 표현되는 경우에 가장 유용하다. 데카르트 좌표계에서는 삼각함수로 복잡하게 나타나는 관계가 극좌표계에서는 간단하게 표현되는 경우가 많다. 2차원 좌표계이기 때문에 극좌표는 반지름 성분과 각 성분의 두 성분으로 결정되며 주로 {\displaystyle r}로 나타내는 반지름 성분은 극(데카르트 좌표에서 원점)에서의 거리를 나타낸다. 주로 {\displaystyle \theta }로 나타내는 각 성분은 0°(데카르트 좌표계에서 x축의 양의 방향에 해당)에서 반시계 방향으로 잰 각의 크기를 나타낸다.

## 역사

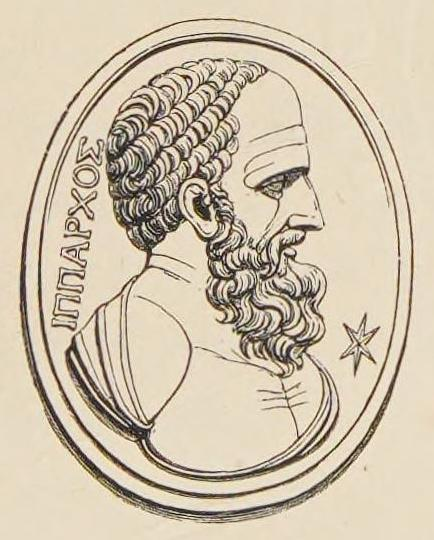
히파르코스

각과 반지름의 개념은 이미 기원전에 사용되었다. 고대 그리스의 천문학자 히파르코스(기원전 190~120년)가 여러 각마다 현의 길이를 나타내는 표를 만들었는데, 그가 항성의 위치를 나타내기 위해 극좌표를 사용하였다는 주장도 있다. 아르키메데스가 묘사한 아르키메데스 나선은 반지름 성분이 각에 따라 변하는 함수로 주어진다. 하지만 이들의 작업은 완성된 좌표계로 발전하지는 못하였다.
극좌표를 정식 좌표계로 도입한 예는 여러 번 있었다. 이에 대한 역사는 하버드 대학교 교수인 줄리언 쿨리지의 《극좌표의 근원》에 서술되어 있다. 17세기 중반에 그레구아르 생뱅상과 보나벤투라 카발리에리는 독립적으로 극좌표의 개념을 발표하였다. 생뱅상은 1625년에 작성해 1647년에 출판하였으며, 카발리에리는 1635년에 출판하였으며, 개정판은 1653년에 나왔다. 카발리에리는 아르키메데스 나선의 넓이를 구하는 문제를 풀기 위해 극좌표를 처음으로 사용하였다. 이에 따라 블레즈 파스칼은 포물선의 길이를 계산하기 위해 극좌표를 사용하였다.
아이작 뉴턴은 《유율법》(Method of Fluxions, 1671년 작성, 1736년 출판)에서 “일곱 번째 방법: 나선에 대하여”로 표현한 극좌표와 다른 아홉 가지 좌표계 사이의 변환을 분석하였다. 야코프 베르누이는 학술지 《Acta Eruditorum》(1691년)에서 점과 선을 이용한 좌표계를 사용하고 각각을 극과 극축이라 불렀다. 좌표는 극에서의 거리와 극축에서의 각으로 정의하였다. 베르누이의 연구는 곡선의 곡률반지름을 찾는 데까지 확장되었다.
“극좌표”라는 용어는 이탈리아의 그레고리오 폰타나가 처음 정하였으며, 18세기의 이탈리아 학자들이 사용하였다. 영어로는 조지 피콕이 1816년 라크루아의 《미적분학》(Differencial and Intergral Calculus)을 번역하면서 처음 등장하였다. 알렉시 클로드 클레로는 극좌표를 처음으로 3차원으로 확장하였으며, 오일러가 이를 더욱 발전시켰다.

## 극좌표를 이용한 점의 표시

극좌표로 표시된 (3, 60°)와 (4, 210°)

극좌표계의 점은 반지름(r)과 각(θ)로 표현된다. r은 극에서의 거리를 의미하고, θ는 0°(데카르트 좌표계의 x축 양의 방향에 해당)에서의 각도를 의미한다. 만약 r이 음의 값을 갖는다면, θ가 가리키는 방향과 반대방향으로 거리 |r|만큼 떨어진 점을 뜻한다.
예를 들어, 극좌표 (3, 60°)는 극에서 60° 방향으로 3단위만큼 떨어진 곳을 나타낸다. 극좌표 (3, -300°)도 같은 위치에 그려진다.
데카르트 좌표와는 달리 극좌표에서는 하나의 점을 나타내는 방법이 무한히 많다. 여러 바퀴를 돌아 제자리에 돌아와도 위치는 변하지 않기 때문이다. 일반적으로 (r, θ)는
(r, θ ± n×360°) 또는 (−r, θ ± (2n+1)×180°)
로 표현될 수 있다(n은 임의의 정수).
(0, θ)는 일반적으로 극을 뜻하며, 반지름이 0이기 때문에 어떠한 각이든 상관이 없다. 점을 나타내는 방법을 하나로 제한할 때에는 r은 양수로, θ는 구간 [0, 360°) 또는 (−180°, 180°](라디안으로는 [0, 2π) 또는 (−π, π])의 수로 하는 것이 보통이다.
극좌표의 각은 라디안을 이용한 호도법으로도 표현할 수 있으며(2π rad = 360°), 이는 상황에 따라 다르다. 항행에서는 60분법으로 각을 나타내며, 물리 분야(특히 회전 역학)와 거의 모든 미적분에서는 호도법이 쓰인다.

### 극좌표와 데카르트 좌표 사이의 변환

극좌표와 데카르트 좌표 사이의 관계를 묘사하는 그림.

r와 θ는 삼각함수를 이용해 데카르트 좌표의 x와 y로 변환할 수 있다.
{\displaystyle x=r\cos \theta }
{\displaystyle y=r\sin \theta }
데카르트 좌표의 x와 y는 극좌표의 r로 변환할 수 있다.
{\displaystyle r^{2}=x^{2}+y^{2}} (피타고라스 정리 사용)
θ를 정의할 때는 다음과 같은 사항을 고려해야 한다.
- r = 0 일 때는 θ는 임의의 실수가 될 수 있다.
- r ≠ 0 일 때는 표현의 유일성을 위하여 크기가 2π보다 작은 구간으로 한정한다. 보통은 [0, 2π) 나 (−π, π]가 사용된다.

[0, 2π)에 한정할 때는 다음과 같은 함수가 사용된다. ({\displaystyle \arctan }는 {\displaystyle \tan }의 역함수이다.)
{\displaystyle \theta ={\begin{cases}\arctan {\frac {y}{x}}&{\mbox{if }}x>0{\mbox{ and }}y\geq 0\\\arctan {\frac {y}{x}}+2\pi &{\mbox{if }}x>0{\mbox{ and }}y<0\\\arctan {\frac {y}{x}}+\pi &{\mbox{if }}x<0\\{\frac {\pi }{2}}&{\mbox{if }}x=0{\mbox{ and }}y>0\\{\frac {3\pi }{2}}&{\mbox{if }}x=0{\mbox{ and }}y<0\end{cases}}}
(−π, π]에 한정할 때는 다음과 같은 함수가 사용된다.
{\displaystyle \theta ={\begin{cases}\arctan {\frac {y}{x}}&{\mbox{if }}x>0\\\arctan {\frac {y}{x}}+\pi &{\mbox{if }}x<0{\mbox{ and }}y\geq 0\\\arctan {\frac {y}{x}}-\pi &{\mbox{if }}x<0{\mbox{ and }}y<0\\{\frac {\pi }{2}}&{\mbox{if }}x=0{\mbox{ and }}y>0\\-{\frac {\pi }{2}}&{\mbox{if }}x=0{\mbox{ and }}y<0\end{cases}}}

## 극좌표 방정식
극좌표를 이용하여 곡선을 나타내는 방정식을 극좌표 방정식 또는 극방정식이라고 한다. 보통은 r 를 θ 에 관한 함수로 정의한다. 곡선 위의 점은 {\displaystyle (r(\theta ),\theta )}로 정의되며 함수 r 의 그래프로 생각할 수 있다.
극좌표 방정식 r(θ)의 형태로부터 대칭성을 추론할 수 있다. 만약 r(−θ) = r(θ) 이라면 곡선은 수평 반경(0° / 180°)에 대하여 대칭이 되며, r(π−θ) = r(θ)이라면 수직 반경(90° / 270°)에 대하여 대칭이 되며, r(α−θ) = r(θ)일 때는 α/2만큼 반시계 방향으로 돌린 곳에서 대칭이 된다.
극좌표계의 성질 덕에 많은 곡선이 간단한 극좌표 방정식으로 표현될 수 있으며, 이에 반해 데카르트 좌표로 표현되려면 난해한 곡선이 많이 있다. 극좌표 방정식으로 표현될 수 있는 곡선은 극좌 장미 곡선, 아르키메데스 나선, 달팽이꼴 곡선, 심장형 등이 있다.
아래에 서술된 내용에는 정의역과 치역의 범위의 제한은 없다.

### 원의 극좌표 방정식

r(θ) = 1 로 정의되는 원

원의 중심이 (r 0, φ)이며 반지름이 a인 원의 일반적인 방정식은 다음과 같다.
{\displaystyle r^{2}-2\cdot r\cdot r_{0}\cdot \cos(\theta -\varphi )+{r_{0}}^{2}=a^{2}}
위의 방정식은 상황에 따라 여러 방법으로 단순화될 수 있다.
r(θ)=a (원의 중심이 극에 있고 반지름이 a인 경우)

### 직선의 극좌표 방정식
극을 통과하는 선은 다음과 같은 방정식으로 표현된다.
θ = φ
위의 방정식에서 φ는 극을 통과하는 선의 기울기를 각도로 표현한 것이며(φ = arctan m), m은 데카르트 좌표에서의 기울기이다. 직선 θ = φ에 수직이면서 점 (r 0,φ)를 지나는 직선은 {\displaystyle r(\theta )={r_{0}}\sec(\theta -\varphi )}로 나타낼 수 있다.

### 극좌표 장미 곡선

r(θ) = 2 sin 4θ로 정의되는 극좌표 장미곡선

수학에서 장미 곡선은 꽃잎을 지닌 꽃처럼 보이는 유명한 곡선이며, 다음과 같은 간단한 극좌표 방정식으로 표현될 수 있다.
{\displaystyle r(\theta )=a\cos(k\theta +\phi _{0})} ({\displaystyle \phi _{0}}는 임의의 상수)
k가 홀수일 때는 k개의 꽃잎을 지니며, k가 짝수일 때는 2k개의 꽃잎을 지닌다. k가 정수가 아닐 때에는 꽃과 비슷한 모양이지만 이때는 꽃잎이 겹쳐 보이게 된다. 즉, 4n + 2개의 꽃잎을 지닌 장미 곡선을 그릴 수는 없다. 변수 a는 꽃잎의 길이를 의미한다.

### 아르키메데스 나선

230px0 < θ < 6π 구간으로 제한된 아르키메데스 나선 r(θ) = θ

아르키메데스 나선은 아르키메데스가 발견한 나선이며, 다음과 같은 간단한 극좌표 방정식으로 표현될 수 있다.
r(θ) = a + bθ
매개변수 a는 나선의 위치를 돌려 놓으며, b는 나선 사이의 폭을 조정한다. r(θ) = bθ일 경우, 각이 θ > 0일 때와 θ < 0일 때, 각각의 아르키메데스 소용돌이는 두 가지의 곡선을 그리며 이들은 극에서 매끄럽게 만난다. 90°/270°선(데카르트 좌표계의 y축과 같음)을 기준으로 좌우대칭상을 그리면 다른 쪽 곡선이 나온다. 이 곡선은 수학 관련 저술에서 원뿔 곡선 다음으로 등장하는 곡선이며 극좌표로 가장 잘 표현되는 예로 거론된다.

### 원뿔 곡선

타원

초점 중 하나가 극에 있으며 다른 하나는 0°의 어딘가에 있는(원뿔 곡선의 주축이 극축에 있도록) 원뿔 곡선은 다음과 같이 정의된다.
{\displaystyle r={\ell  \over {1-e\cos \theta }}}
e는 이심률이며 {\displaystyle \ell }은 극이 아닌 초점에서 주축(major axis)에 수직이 되게 곡선까지 잰 거리(semi-latus rectum)이다. e > 1일 때 이 방정식은 쌍곡선이 되며, e = 1일 때는 포물선이 되고, e < 1일 때는 타원이 된다. e = 0일 때는 반지름 {\displaystyle \ell }인 원이 그려진다.

## 복소수 체계

복소수 z를 복소평면에 그린 것

오일러 공식을 이용해 복소수를 복소평면에 그린 것

모든 복소수는 복소평면 위의 점으로 표현될 수 있으며, 데카르트 좌표계와 극좌표계의 방식으로 모두 표현 가능하다. 복소수 z는 다음과 같이 데카르트 좌표계의 형태로 표현될 수 있다.
{\displaystyle z=x+iy\,}
{\displaystyle i}는 허수 단위이다. 이 식은 아래와 같이 극좌표계로 나타낼 수 있다. 이를 복소수의 극형식이라 한다.
{\displaystyle z=r(\cos \theta +i\sin \theta )}
자연로그의 밑 e를 이용하면 다음처럼 나타낼 수 있다.
{\displaystyle z=re^{i\theta }\,}
이는 오일러의 공식으로 표현된 것과 같다(이러한 공식은 각 θ의 단위가 라디안일 때에만 성립된다). 복소수의 직교 형식과 극형식 사이의 변환은 위에서 서술한 변환 공식을 사용하면 된다.
복소수의 곱셈, 나눗셈, 거듭제곱 연산을 할 때에는 데카르트 좌표계보다는 극좌표계로 표현하는 것이 계산이 더 간편하다. 지수 법칙에 따라 다음과 같은 성질이 성립한다.
- 곱셈:

{\displaystyle r_{0}e^{i\theta _{0}}\cdot r_{1}e^{i\theta _{1}}=r_{0}r_{1}e^{i(\theta _{0}+\theta _{1})}}
- 나눗셈:

{\displaystyle {\frac {r_{0}e^{i\theta _{0}}}{r_{1}e^{i\theta _{1}}}}={\frac {r_{0}}{r_{1}}}e^{i(\theta _{0}-\theta _{1})}}
- 거듭제곱:

{\displaystyle (re^{i\theta })^{n}=r^{n}e^{in\theta }}

## 미적분
극좌표 공식은 미적분에도 적용할 수 있다.
각 θ의 측정 단위로는 라디안을 사용한다.

### 미분
극좌표계와 데카르트 좌표계 사이에는 다음과 같은 미분 공식이 성립한다.
{\displaystyle r{\tfrac {\partial }{\partial r}}=x{\tfrac {\partial }{\partial x}}+y{\tfrac {\partial }{\partial y}}}
{\displaystyle {\tfrac {\partial }{\partial \theta }}=-y{\tfrac {\partial }{\partial x}}+x{\tfrac {\partial }{\partial y}}}
극좌표 곡선인 r(θ)의 데카르트 좌표계에서의 기울기를 찾기 위해서는 먼저 곡선을 매개변수 연립방정식으로 나타내어야 한다.
{\displaystyle x=r(\theta )\cos \theta \,}
{\displaystyle y=r(\theta )\sin \theta \,}
두개의 등식을 θ에 대하여 미분하면
{\displaystyle {\frac {dx}{d\theta }}=r'(\theta )\cos \theta -r(\theta )\sin \theta \,}
{\displaystyle {\frac {dy}{d\theta }}=r'(\theta )\sin \theta +r(\theta )\cos \theta .\,}
두 번째 등식을 첫 번째 등식으로 나누면 (r, θ)에 접하는 접선의 기울기가 된다.
{\displaystyle {\frac {dy}{dx}}={\frac {r'(\theta )\sin \theta +r(\theta )\cos \theta }{r'(\theta )\cos \theta -r(\theta )\sin \theta }}.}

### 적분

R는 곡선 r(θ), θ = a, θ = b로 둘러싸인 부분이다.

곡선 r(θ), θ = a, θ = b에 의해 둘러싸인 부분을 R 라 하자.(0 < b − a < 2π) 이때 R의 넓이는 다음과 같다.
{\displaystyle {\frac {1}{2}}\int _{a}^{b}r(\theta )^{2}\,d\theta .}

지역 R의 크기는 n개의 구간을 이용해 근사값을 계산할 수 있다.(n = 5).

다음과 같은 과정을 통해 이를 유도할 수 있다. 먼저 구간 [a, b]를 n 개의 구간으로 나눈다(n은 자연수). 각 구간 i = 1, 2, …, n에서 θi이 각 구간의 중점이라 하고 극에 중심을 두는 부채꼴을 만든다(r(θi), 중심각 : Δθ, 호의 길이 : r(θi)Δθ). 이때 만들어진 각 부분의 넓이는 {\displaystyle {\tfrac {1}{2}}r(\theta _{i})^{2}\Delta \theta }이다. 따라서 총 넓이는 다음과 같은 리만 합으로 나타낼 수 있다.
{\displaystyle \sum _{i=1}^{n}{\tfrac {1}{2}}r(\theta _{i})^{2}\,\Delta \theta }
구간의 개수 n이 증가함에 따라 그 극한값은 R 의 넓이에 가까워진다.

### 일반화
데카르트 좌표를 이용해서 무한소 넓이는 {\displaystyle dA=dxdy}와 같이 계산된다. 치환 적분법으로 좌표계를 바꾸어 중적분할 때에는 야코비 행렬식을 이용해야 한다.
{\displaystyle J=\det {\frac {\partial (x,y)}{\partial (r,\theta )}}={\begin{vmatrix}{\frac {\partial x}{\partial r}}&{\frac {\partial x}{\partial \theta }}\\{\frac {\partial y}{\partial r}}&{\frac {\partial y}{\partial \theta }}\end{vmatrix}}={\begin{vmatrix}\cos \theta &-r\sin \theta \\\sin \theta &r\cos \theta \end{vmatrix}}=r\cos ^{2}\theta +r\sin ^{2}\theta =r}
따라서 극좌표계의 좌표에 따른 넓이는 다음과 같이 주어진다.
{\displaystyle dA=J\,dr\,d\theta =r\,dr\,d\theta }
이제 극좌표계로 주어진 함수는 다음과 같이 적분할 수 있다.
{\displaystyle \iint _{R}f(r,\theta )\,dA=\int _{a}^{b}\int _{0}^{r(\theta )}f(r,\theta )\,r\,dr\,d\theta .}
여기서 R 는 곡선 r(θ), θ= a, θ = b에 둘러싸인 영역이다. R 의 넓이는 함수 f 를 1과 같다고 하면 된다.
야코비 행렬식을 이용한 놀라운 결과 가운데 하나는 다음과 같은 가우스 적분이다.
{\displaystyle \int _{-\infty }^{\infty }e^{-x^{2}}\,dx={\sqrt {\pi }}}

### 벡터 미적분
벡터 미적분은 극좌표에도 적용할 수 있다. {\displaystyle \mathbf {r} }를 위치 벡터 {\displaystyle (r\cos(\theta ),r\sin(\theta ))\,}, (r과 θ는 시간 t에 의해 좌우된다.)
{\displaystyle \mathbf {r} }의 방향을 나타내는 단위 벡터 {\displaystyle {\hat {\mathbf {r} }}}를 다음과 같이 두고,
{\displaystyle {\hat {\mathbf {r} }}=(\cos(\theta ),\sin(\theta ))}
{\displaystyle \mathbf {r} }에 수직인 단위 벡터를 다음과 같이 두자.
{\displaystyle {\hat {\boldsymbol {\theta }}}=(-\sin(\theta ),\cos(\theta ))}
이때 r의 1계 미분, 2계 미분은 다음과 같다.
{\displaystyle {\frac {d\mathbf {r} }{dt}}={\dot {r}}{\hat {\mathbf {r} }}+r{\dot {\theta }}{\hat {\boldsymbol {\theta }}},}
{\displaystyle {\frac {d^{2}\mathbf {r} }{dt^{2}}}=({\ddot {r}}-r{\dot {\theta }}^{2}){\hat {\mathbf {r} }}+(r{\ddot {\theta }}+2{\dot {r}}{\dot {\theta }}){\hat {\boldsymbol {\theta }}}=({\ddot {r}}-r{\dot {\theta }}^{2}){\hat {\mathbf {r} }}+{\frac {1}{r}}\ {\dot {\overbrace {r^{2}{\dot {\theta }}} }}\quad {\hat {\boldsymbol {\theta }}}}

## 3차원
극좌표계는 원통좌표계와 구면좌표계로 확장할 수 있으며, 이 두 가지는 2차원의 극좌표계를 포함한다. 원통좌표계는 거리 좌표를 더해 극좌표계를 확장시키며, 구면좌표계는 각 좌표를 더해 확장한다.

### 원통 좌표계

원통좌표계로 그려진 점

원통 좌표계는 평면 극좌표로 (0,0)을 제외한 xy 평면 전체를 일대일 대응시킬 수 있으므로, 여기에 z축을 더하여, 3차원 공간을 표현할 수 있다. 평면 극좌표계의 r, θ, 그리고 z로 이루어지는 이 좌표계를 원통 좌표계라고 한다. 원통 좌표계란 이름이 붙은 이유는, 세 좌표 중 r이 고정되고, θ, z가 임의의 값을 취할 수 있을 때의 자취가 원통이기 때문이다. 원통 좌표계의 특이점은 z축 위의 점들이다.
세 가지 원통 좌표계의 좌표들은 다음과 같은 공식을 써서 데카르트 좌표로 변환할 수 있다.
{\displaystyle {\begin{aligned}x&=r\,\cos \theta \\y&=r\,\sin \theta \\z&=h.\end{aligned}}}

### 구면좌표계

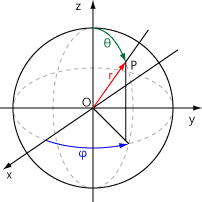
구면좌표계로 그려진 점

구면좌표계는 원점에서의 거리 r, z축 양의 방향과 이루는 각 'θ', xy 평면으로의 사영이 x축 양의 방향과 이루는 각 φ, 이 세 가지 변수 r,θ,φ로 이루어지는 좌표계이다. 특이점은 r=0 이거나, θ=nπ(단, n은 자연수)를 만족하는 모든 (r,θ,φ)이며, 데카르트 좌표계에선 각각 (x,y,z)=(0,0,0), z축에 해당한다. 구면 좌표계는 r을 고정시켰을 때의 자취가 원점을 중심으로 하는 구이기 때문에 붙여진 이름이다.
구면좌표계의 r은 원점과의 거리인 반면 원통 좌표계의 r은 z축과의 거리이다. 따라서 이를 구분하기 위해 원통 좌표계의 반지름을 r대신 ρ를 써서 표기하기도 한다. 원통 좌표계의 θ는 구면좌표계의 θ가 아닌, φ와 일치한다. 또한 이 좌표계는 지구의 지도에 사용되는 위도, 경도와 비슷하다. 위도 δ는 'θ'의 여각이며(δ = 90° − 'θ'), 경도 {\displaystyle \ell }은 {\displaystyle \ell } = 'φ' − 180°와 같이 정의된다.
세 가지 구면좌표계의 좌표들은 다음과 같은 공식으로 데카르트 좌표로 변환될 수 있다.
{\displaystyle {\begin{aligned}x&=\rho \,\sin \theta \,\cos \varphi \\y&=\rho \,\sin \theta \,\sin \varphi \\z&=\rho \,\cos \theta .\end{aligned}}}

## 일상에서의 적용
극좌표계는 2차원이기 때문에 점이 2차원 면에 있을 때에만 사용할 수 있다. 극좌표계가 가장 널리 쓰이는 곳은 어떤 현상이 중앙에서의 거리와 방향에 밀접한 관계가 있는 경우이다. 위의 예시는 기본적인 극좌표를 사용한 식이 곡선을 정의하기에 충분하다는 것을 보여준다(아르키메데스 소용돌이처럼 데카르트 좌표계로는 표현했을 때 복잡한 식이 한 예이다). 또한, 물체가 중심에서 돌거나 중심을 두고 발생하는 현상이 자주 관찰되는 물리 체계에서는 극좌표계를 적용하는 것이 보다 간단하고 직관적으로도 이해하기 쉽다. 극좌표계를 도입하고자 한 계기는 등속 원운동이나 궤도 운동을 연구하기 위한 것이었다.

### 위치와 항행
극좌표계는 항행에 자주 쓰이며, 각과 거리로 목적지나 여행 방향을 정해준다. 예를 들어 항공기는 항행을 위해 약간 변형된 극좌표를 사용한다. 0°는 주로 360°로 주로 일컬어지며, 각도는 반시계 방향이 아닌 시계 방향으로 돈다. 360°는 자북극을 가리키며, 90°, 180°, 270°는 각각 동쪽, 남쪽, 서쪽을 일컫는다. 따라서 동향으로 5해리를 이동하는 항공기는 90°로 5단위를 이동하는 것이 된다(항공 교통 관제에서는 90(niner-zero)라고 읽는다).

### 모형화

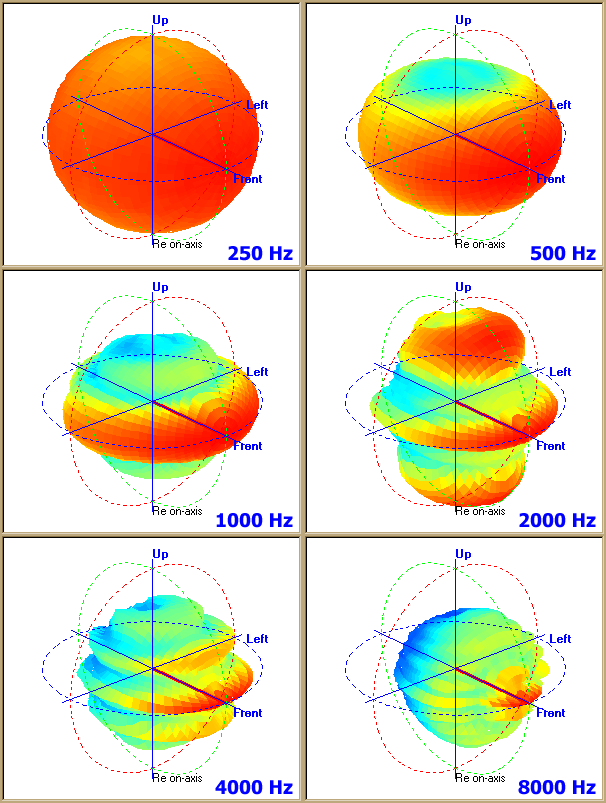
공업 확성기에서의 6가지의 주파수의 출력 경향을 구면좌표계에 그린 것

중앙점이 대칭의 기준이 되는 시스템이면 자연스럽게 극좌표계를 사용할 수 있다. 가장 대표적인 예는 지하수 공식이며, 방사적으로 대칭되는 우물에 곧잘 쓰인다. 또한 중심력이 있는 시스템도 극좌표가 사용될 수 있다. 이러한 시스템은 중력장(역제곱법칙을 따른다), 안테나와 같이 점광원이 쓰이는 체계 등이다.
방사적으로 비대칭되는 시스템에도 극좌표계가 쓰일 수 있다. 예를 들어 마이크로폰의 지향특성은 음원의 방향에 따라 비례적인 반응을 보이며, 이러한 패턴은 극좌표 곡선으로 표현될 수 있다. 가장 흔하게 사용되는 마이크인 카디오이드 마이크의 곡선은 다음과 같은 공식으로 표현된다.
{\displaystyle 1=r=0.5+0.5\sin \Theta }
패턴은 낮은 주파수에 전방향성으로 바뀐다.
확성기의 출력을 3차원으로 모형화한 것은 확성기의 성능을 측정하기 위해 사용할 수 있다. 패턴이 주파수에 따라 많이 변하기 때문에 여러 주파수에서 그린 그래프가 필요하다. 극좌표계 그래프는 많은 확성기가 낮은 주파수에서 전방향성으로 향하는지를 알려준다.

## 같이 보기
- 구면좌표계
- 초구면 좌표계
- 구면 조화 함수

## 참고 자료
- Anton, Howard; Irl Bivens, Stephen Davis (2002). 《Calculus》 Seven판. Anton Textbooks, Inc. 0-471-38157-8.
- Finney, Ross; George Thomas, Franklin Demana, Bert Waits (1994). 《Calculus: Graphical, Numerical, Algebraic》 Single Variable Version판. Addison-Wesley Publishing Co. 0-201-55478-X.